# ياسبر راسك
ياسبر راسك (بالدنماركية: Jesper Rask)‏ (18 يوليو 1988 في الدنمارك - ) هو لاعب كرة قدم دانمركي في مركز حراسة المرمى. لعب مع آرهوس جمناستيك فورينينغ وHobro IK ‏.

## روابط خارجية
- ياسبر راسك على موقع قاعدة بيانات كرة القدم.إي يو (الإنجليزية)
- ياسبر راسك على موقع Soccerway.com (الإنجليزية)